# Bergisdorf
Bergisdorf is een plaats en voormalige gemeente in de Duitse deelstaat Saksen-Anhalt, en maakt deel uit van de Landkreis Burgenlandkreis.

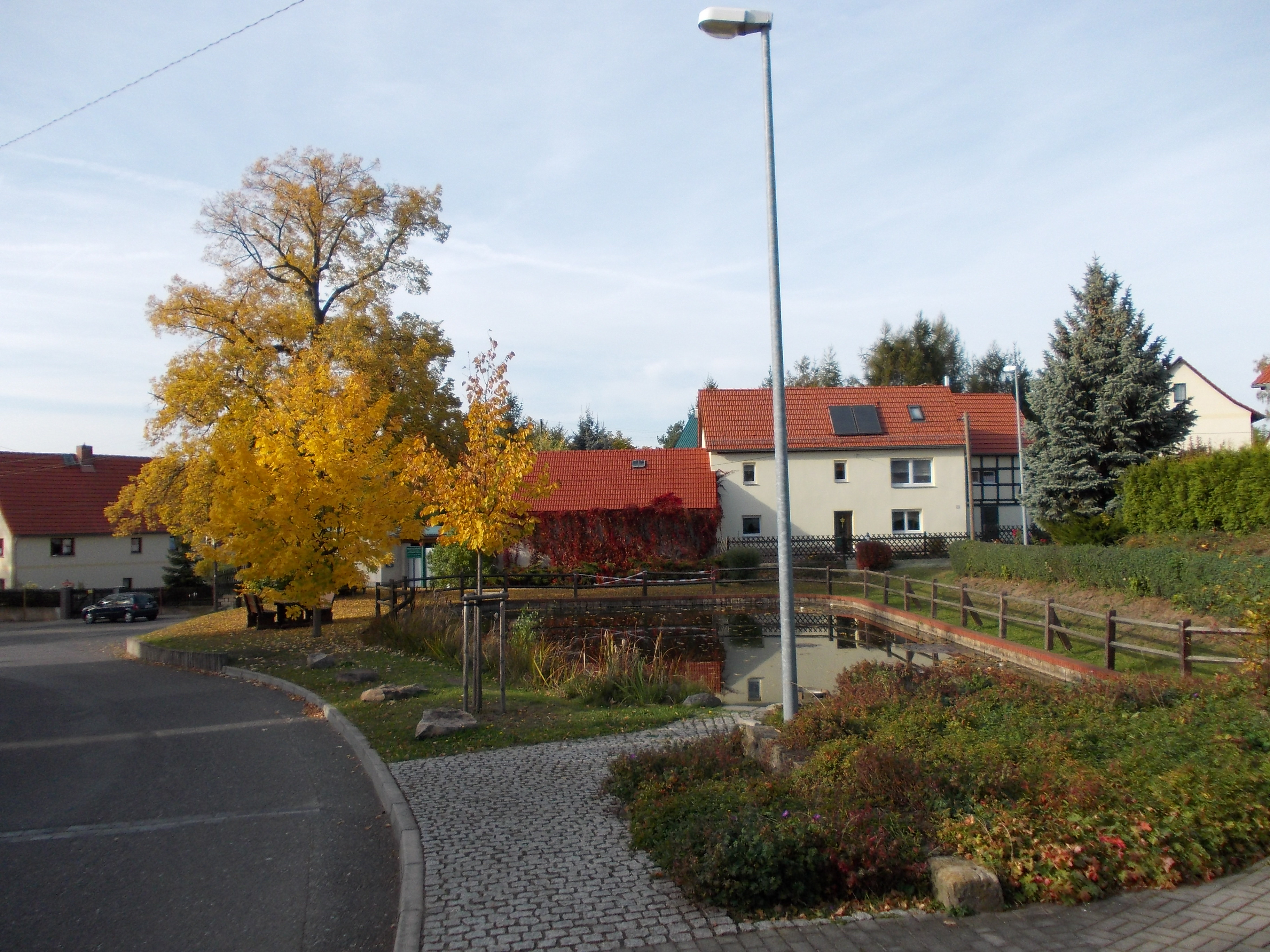
Dijk in Bergisdorf

Bergisdorf telt 419 inwoners.